# Jaroslav Košnar
Jaroslav Košnar (17 de agosto de 1930 - 21 de abril de 1985) foi um futebolista eslovaco, que atuava como atacante.

## Carreira
Jaroslav Košnar fez parte do elenco da Seleção Tchecoslovaca de Futebol que disputou a Copa do Mundo de 1954.

## Ligações Externas
- Perfil em FIFA.com (em inglês)